# 熊金城
熊金城（1938年—），男，江西南昌人，中国数学家，华南师范大学教授，博士生导师。曾任中国科学技术大学数学系副主任。